# Stanisław Kielan
Stanisław Kielan (ur. 14 maja 1939 w Buczkowie) – polski polityk, poseł na Sejm PRL IX kadencji.

## Życiorys
Posiada tytuł zawodowy magistra inżyniera rolnika (w 1963 skończył Wyższą Szkołę Rolniczą w Krakowie). Pracował kolejno w Państwowych Gospodarstwach Rolnych, w Powiatowej Radzie Narodowej w Pszczynie i w Wojewódzkiej Radzie Narodowej w Katowicach. Od 1973 dyrektor Oddziału Wojewódzkiego Banku Rolnego w Katowicach. Był wiceprezesem Wojewódzkiego Komitetu Zjednoczonego Stronnictwa Ludowego w Katowicach i członkiem Głównej Komisji Rewizyjnej ZSL. Radny WRN w Katowicach. W latach 1985–1989 pełnił mandat posła na Sejm PRL IX kadencji z okręgu Gliwice, zasiadając w Komisji Planu Gospodarczego, Budżetu i Finansów oraz w Komisji Nadzwyczajnej do rozpatrzenia projektu ustawy o mieniu komunalnym. Otrzymał Krzyż Kawalerski Orderu Odrodzenia Polski.